# Melodinus monogynus
Melodinus monogynus är en oleanderväxtart som beskrevs av William Roxburgh och John Lindley. Melodinus monogynus ingår i släktet Melodinus och familjen oleanderväxter. Inga underarter finns listade i Catalogue of Life.